# Oldřich Liska
Oldřich Liska (17. dubna 1881 Kamhajek – 8. prosince 1959 Brno) byl český architekt, urbanista a výtvarný návrhář, spolupracovník Jana Kotěry a Josefa Gočára.

## Život
Narodil se 17. 4. 1881 v Kamhajku u Kolína. Vyučil se zedníkem v Praze ve Společenstvu stavebních a výtvarných řemesel. Po vyučení v roce 1899 studoval nejprve na Státní průmyslové škole v Praze a v roce 1901 odešel na Uměleckoprůmyslovou školu do Drážďan. Praxi v oboru získával i během studií u pražské stavební firmy Matěje Blechy. Po skončení vojenské služby v roce 1905 byl na praxi ve stavební firmě Niklíček v Poličce. Po roční praxi se vrátil do Drážďan, kde pracoval jako projektant v atelieru H. Watzlavika. Pak navštívil Mnichov, kde se v roce 1908 seznámil s architektem Ladislavem Skřivánkem, v jehož ateliéru ve Vídni byl následně rok zaměstnán.
V roce 1909 se vrátil do Čech a přijal místo projektanta ve stavební firmě Josefa Jihlavce v Hradci Králové. S tímto městem byla spojena převážná část jeho života i tvorby. Ještě před 1. světovou válkou se stal spolumajitelem projekční kanceláře Fňouk–stavitel & Liska–architekt a po válce pracoval u města jako vedoucí projektant Stavební společnosti a zaměstnanec Technické kanceláře. V roce 1921 založil vlastní projekční kancelář s ateliérem, která se stala počátkem 30. let součástí jeho nově postavené vily, kterou sám projektoval.
Po 2. světové válce, veden snahou podílet se na obnově válkou zničených míst, odešel z Hradce Králové do Opavy, kde se po roce 1948 stal zaměstnancem Stavoprojektu. Zemřel 8. 12. 1959 ve věku 78 let v Brně. Pohřben však byl (na přání manželky) v Poděbradech.

## Dílo

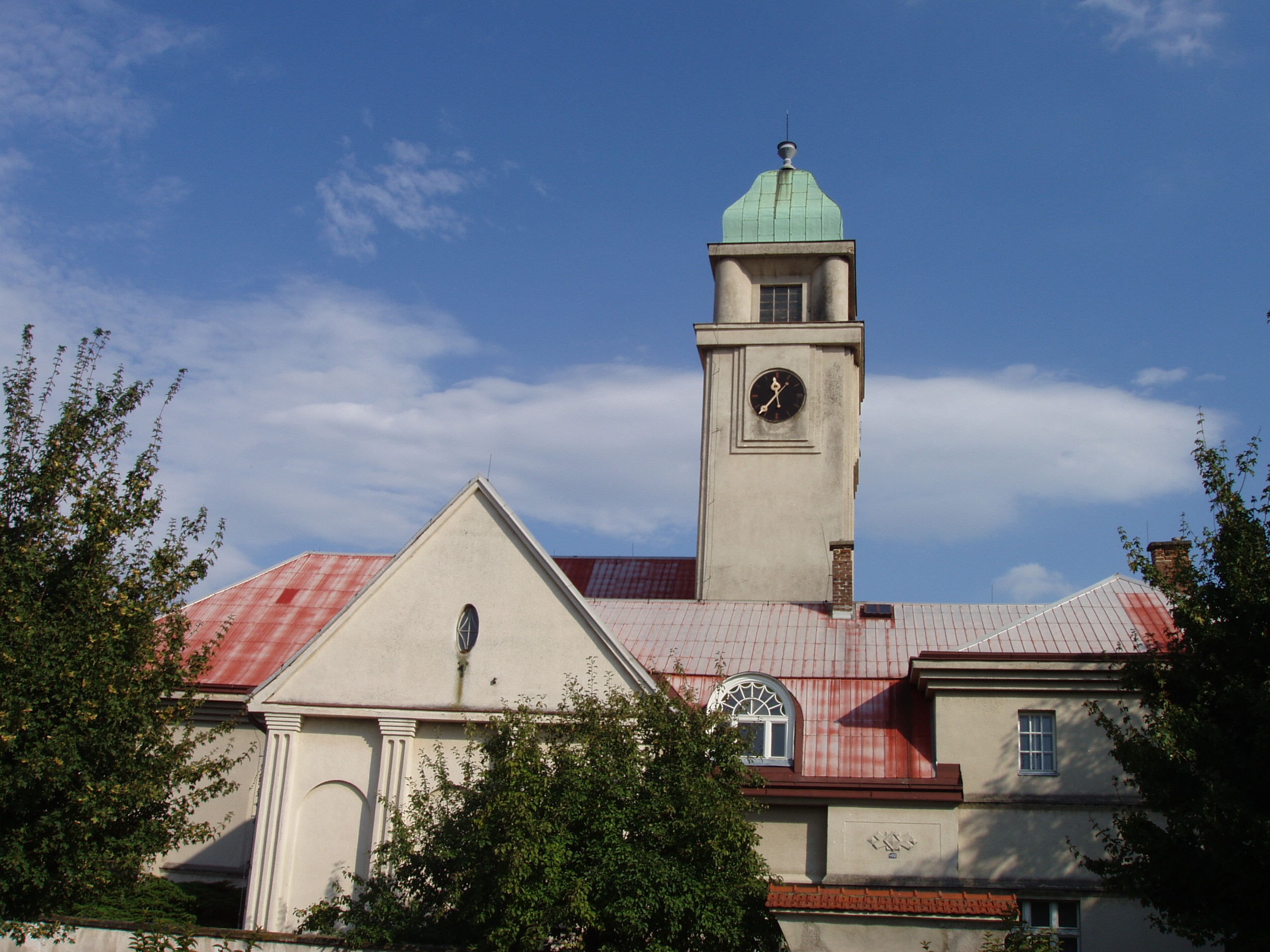
Kostel českobratrský evangelický v Pečkách

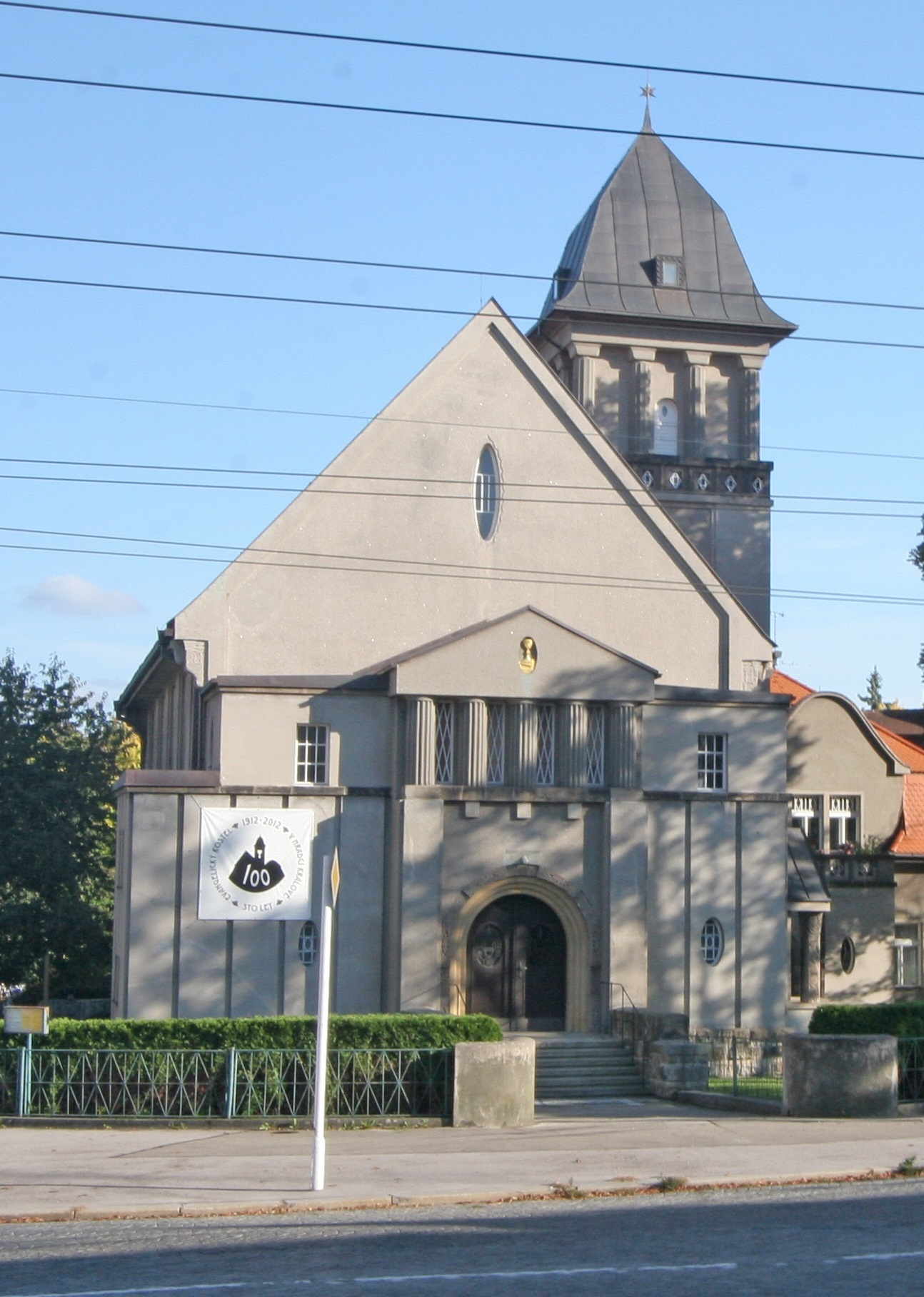
Kostel českobratrský evangelický v Hradci Králové

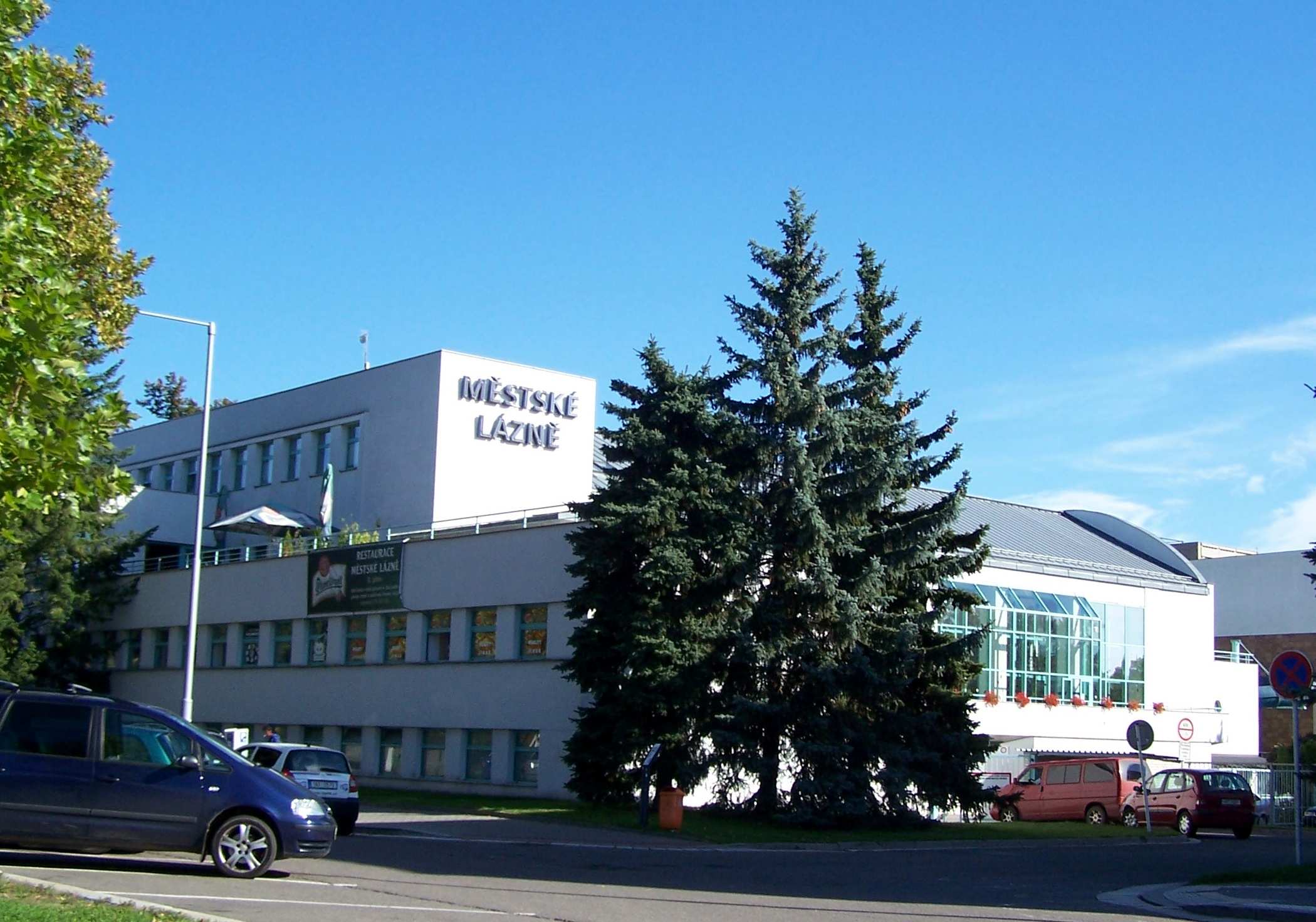
Městské lázně s bazénem v Hradci Králové

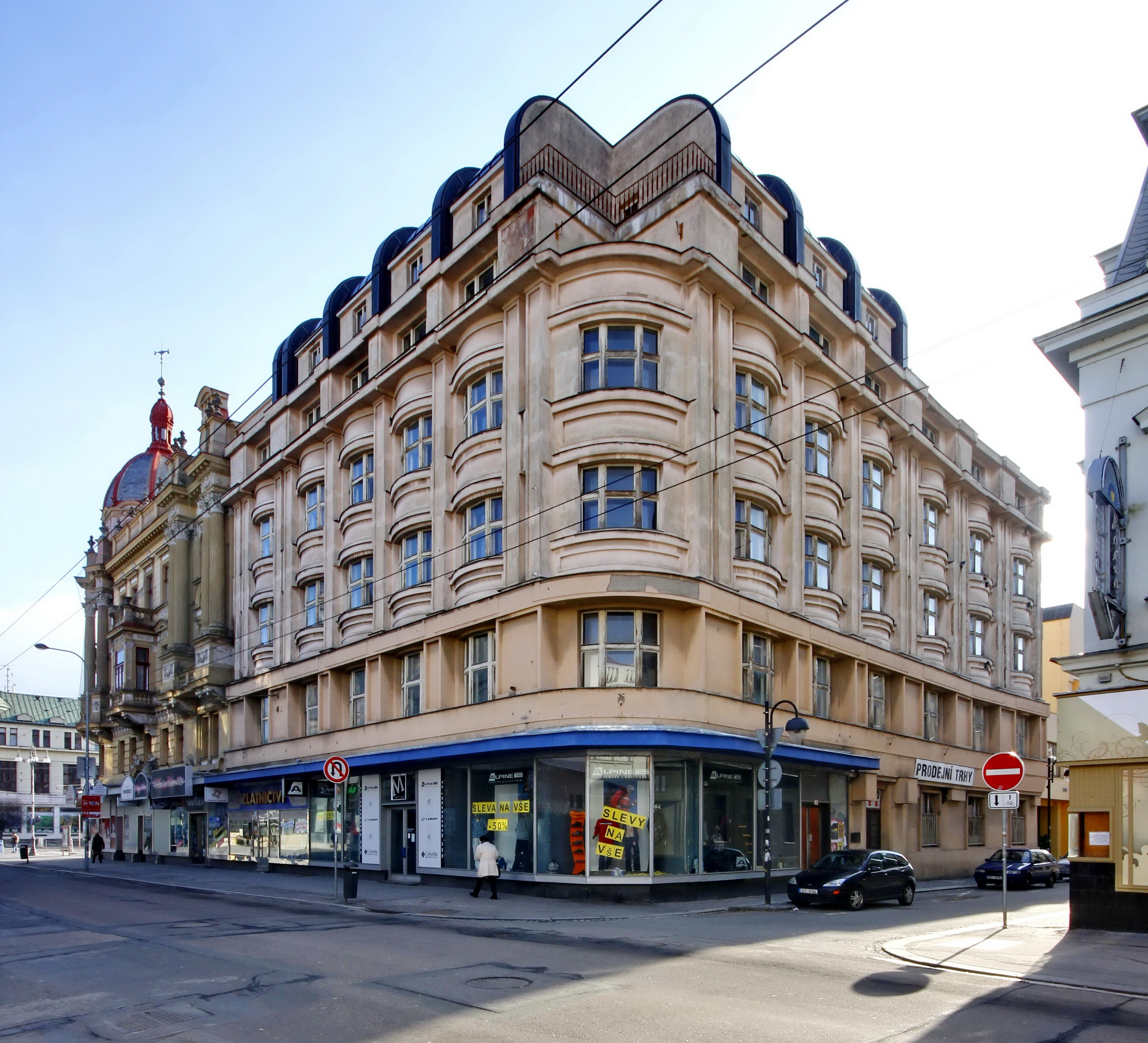
Činžovní a obchodní dům „Na kopečku“ v Pardubicích

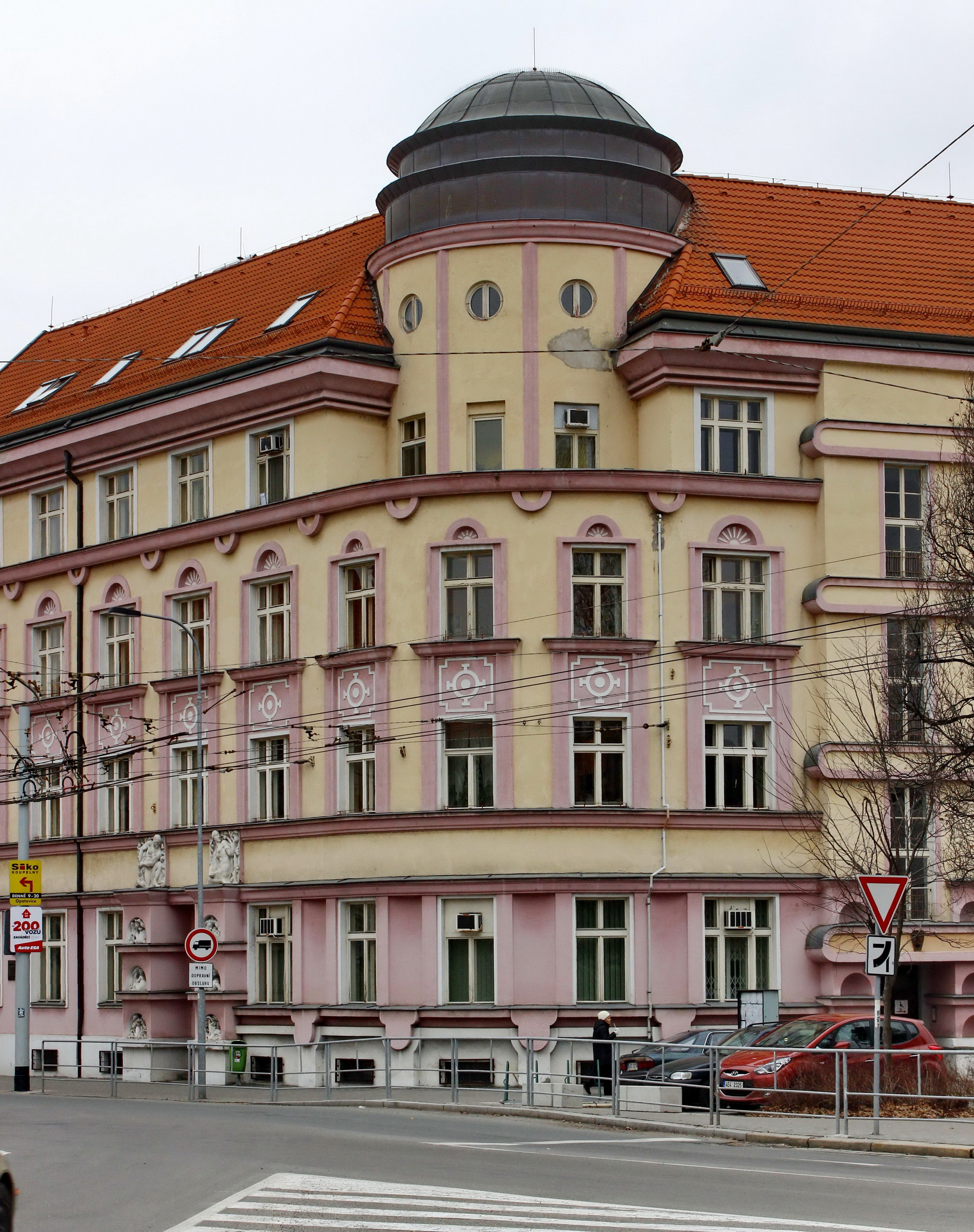
Dům Charlotty Masarykové (Sociální dům Ligy proti tuberkulóze) v Pardubicích

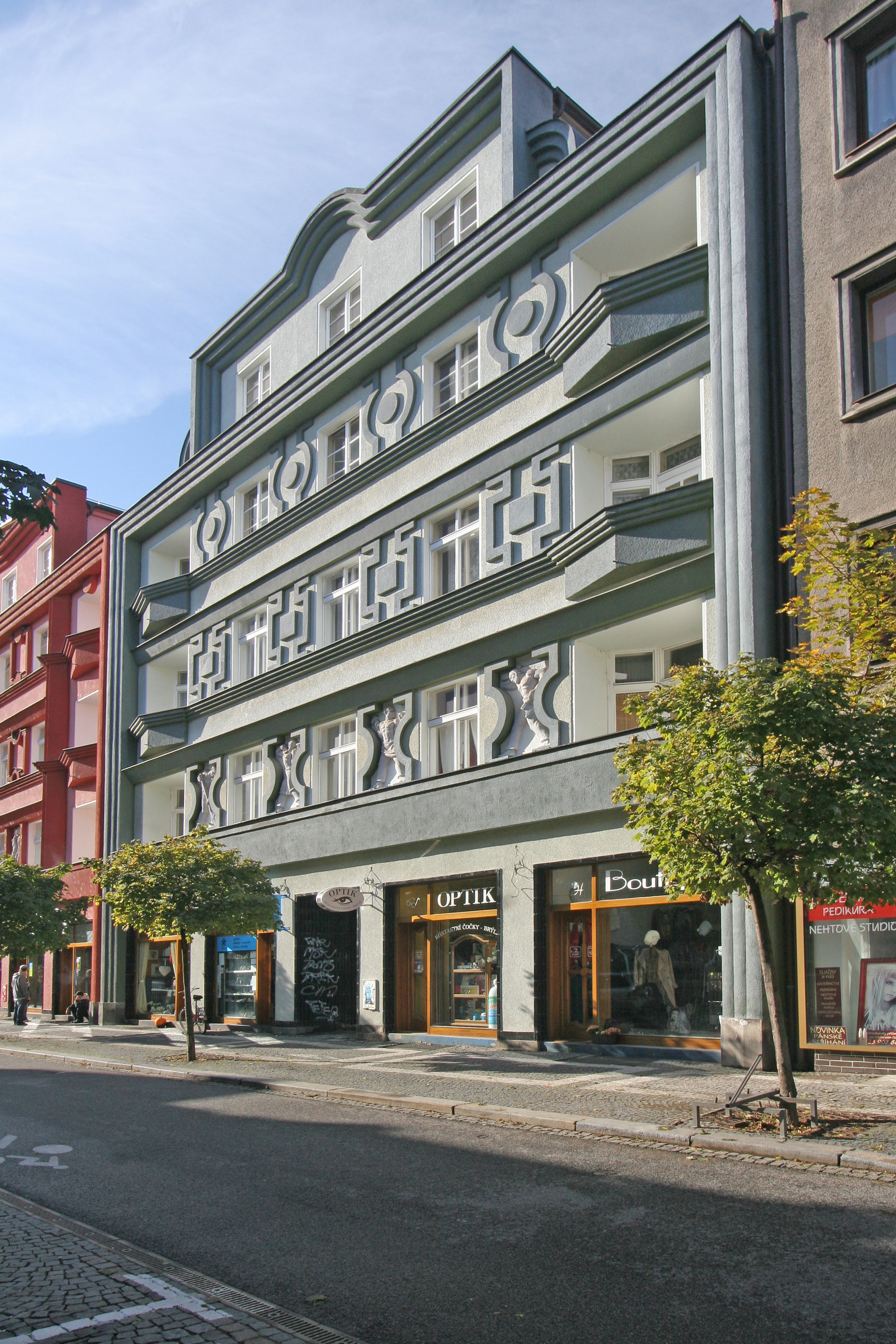
Měšťanský dům, Sladkovského čp.994 v Pardubicích

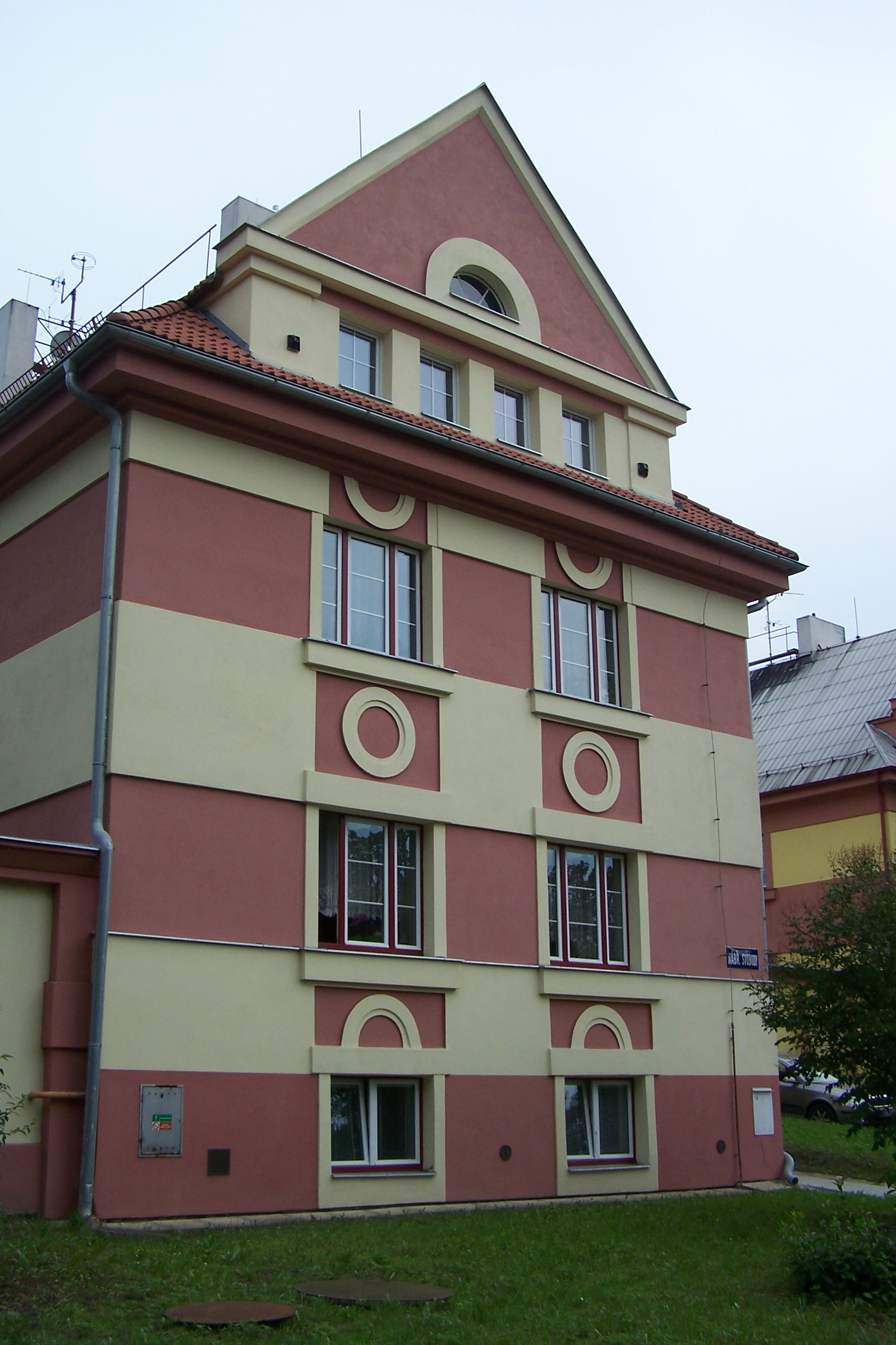
Rondokubistický dům v Poličce

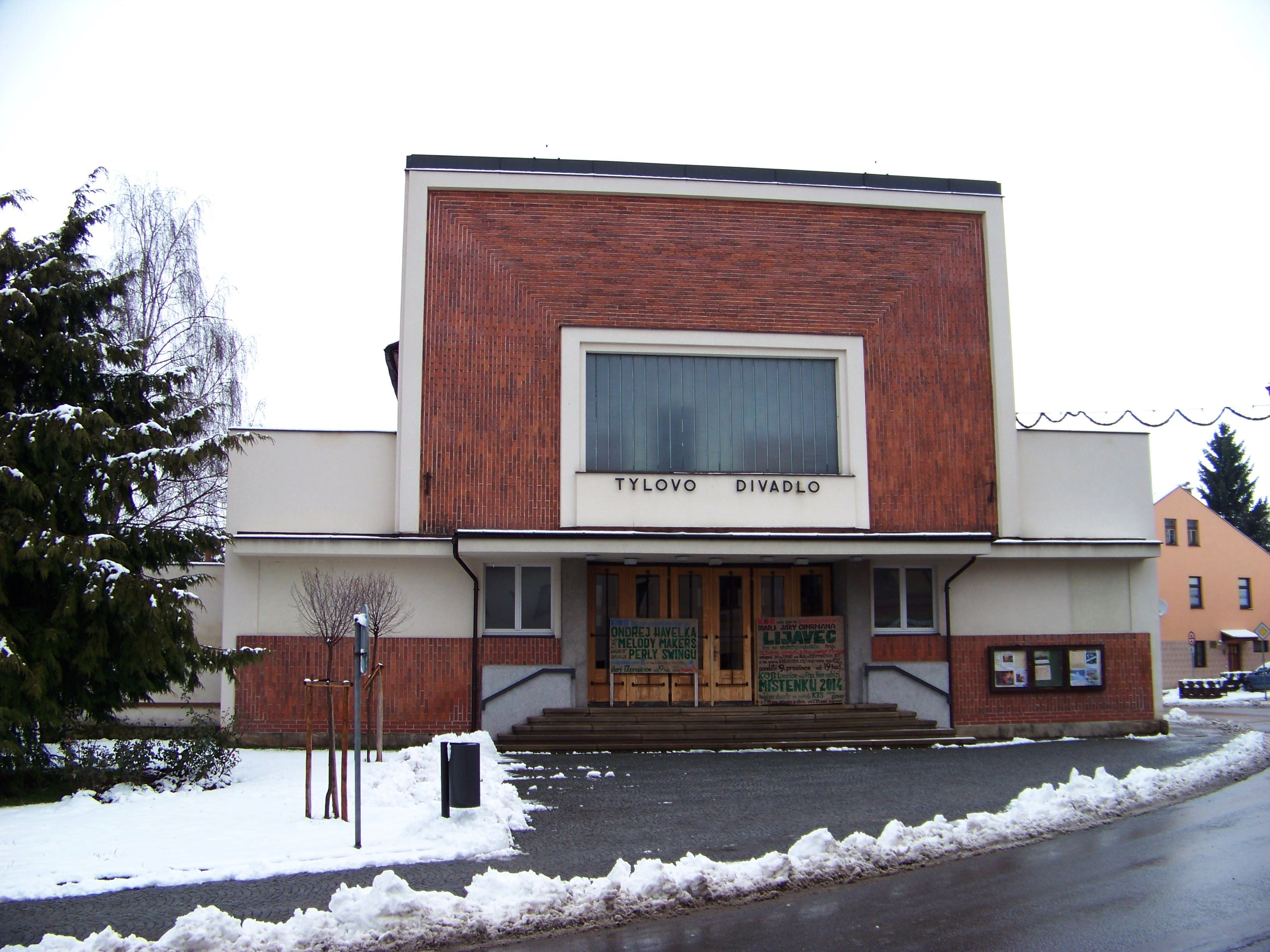
Tylovo divadlo v Lomnici nad Popelkou

Oldřich Liska je považován za architekta severovýchodních Čech a jeho ateliér se stal ve 20. – 50. letech 20. století nejvýznamnější projekční kanceláří tohoto regionu. Realizace jeho projektů se nacházejí nejen ve velkých městech Hradci Králové, Pardubicích, Jablonci nad Nisou, ale i v menších městech Poličce, Chlumci nad Cidlinou, Lomnici nad Popelkou, Jaroměři, Pečkách a dalších. Velká většina jeho staveb patří mezi nemovité kulturní památky České republiky.

### Vlivy
Za dobu své profesní kariéry byl ovlivněn jak směry a tendencemi, které se v architektuře v průběhu let objevovaly, tak významnými architekty, se kterými se setkal i spolupracoval. Mezi ně patřili Jan Kotěra, Josef Gočár, Pavel Janák, Jaromír Krejcar, Vladimír Fultner, Vladimír Zákrejs, Václav Rejchl a další.
V počátku jeho tvorby je nejvíce patrný vliv „Gesamtkunstwerku“, spojujícího klasicismus s německou secesí, a jeho dekorativismu. Další, v architektuře krátké období kubismu (1910–1913), ho svedlo dohromady s propagátorem tohoto směru, architektem Vladimírem Fultnerem, s nímž spolupracoval při návrzích některých realizovaných i nerealizovaných staveb.
Liska ale kubismem v architektuře příliš ovlivněn nebyl, kromě stavby evangelického kostela s farou v Pečkách, a využíval spíše kubistický dekor při návrzích průčelí a fasád staveb, či interiérových prvků. Po 1. světové válce to pak byl dekor rondokubistický, který uplatnil například při návrzích obytných domů v Poličce.
Charakterističtější pro jeho pozdější tvorbu se staly prvky purismu a mašinismu, ze kterého převzal oblé linie, připomínající automobilovou kapotu a aerodynamické kovové konstrukce velkých oken. To vše, podobně jako nautické motivy architekta Jaromíra Krejcara, však používal jen jako ozvláštnění umírněného funkcionalistického směru, ve kterém vznikly jeho nejzásadnější stavby. Z jejich realizací je patrná též velká autorova záliba v kombinaci režného zdiva s hladkou omítkou.

### Tvorba

#### 1911–1920
Z podnětu tehdejšího starosty Hradce Králové Františka Ulricha a na doporučení architekta Jana Kotěry, vypracoval Liska v letech 1911–1919 řadu urbanistických návrhů, studií a regulačních plánů města, které později přehodnotil a dopracoval do konečné podoby Josef Gočár. Kromě této oblasti, zahrnuje jeho dílo i široký typologický rejstřík staveb. Navrhoval vily, obytné domy, obchodně–činžovní domy, nemocnice, banky, garáže, lázeňské domy, divadla, školy, kostely, ale i interiéry. Tím nejznámějším je světově unikátní, čistě kubistický interiér evangelického kostela v Pečkách z let 1913–1915. Z technického hlediska je stavba tohoto raně kubistického kostela pozoruhodná odlehčenou střešní konstrukcí, kde ocelová příhradová konstrukce položená na betonovém věnci, nese samotnou střechu i kazetový strop se sádrovými výplněmi.
Této stavbě předcházel jeden z prvních projektů Oldřicha Lisky z roku 1911, nedochovaná budova automobilových garáží Ing. J. Nováka v Hradci Králové. Následujícího roku 1912 vznikl tamtéž kostel pro Farní sbor Českobratrské církve evangelické, netypická secesní stavba charakteristická zakončením kostelní věže ve tvaru husitské přilby.
První realizovaný projekt vily, dům Otakara a Karly Čerychových v Jaroměři, z roku 1913, vzešel ze spolupráce s Vladimírem Fultnerem, zastáncem kubismu v architektuře, a má proto kubisticko–modernistický charakter.
Další královéhradeckou architekturou byly obytné domy s kubistickým dekorem na Masarykově náměstí z roku 1913 a bytové domy pro zaměstnance ředitelství ČSD z let 1919–1921 v Klumparově ulici.

#### 1920–1930
V roce 1923 byl Liska se svým soutěžním návrhem nové okresní nemocnice v Hradci Králové přizván, jako druhý účastník, do užšího kola soutěže spolu s pražským architektem Bedřichem Adámkem. Na závěr soutěže bylo ale jeho projektu vytknuto, že se ještě nedokázal zcela oprostit od dekorativně pojaté architektury a vítězem se stal Bedřich Adámek. Přesto Liskovy návrhy některých pavilónů předznamenaly jeho směřování k funkcionalistické architektuře s mašinistickými prvky, kterou rozpracoval ve své pozdější tvorbě. Mezi odborníky byl velmi dobře přijat i Liskův vítězný soutěžní návrh na Úrazovou pojišťovnu dělnickou v Praze z roku 1924, který však nebyl realizován.
V letech 1926–1927 byla v Jablonci nad Nisou, poblíž přehrady Mšeno, dokončena působivá vila Rudolfa Háska, spoluzakladatele největší české firmy na export bižuterie. Zde architekt na modernistické stavbě s terasou, zastřešenou kovovými obloukovými okny, uplatnil svou zálibu v režném
zdivu..
V roce 1928 byl Liska pověřen představenstvem Královéhradecké spořitelny vypracováním projektu na veřejné městské lázně s bazénem. V letech 1928–1933 připravil postupně tři varianty řešení, z nichž první dvě byly technicky i esteticky na vysoké úrovni, ale finančně příliš náročné. Nakonec byla v roce 1933 realizovaná třetí, redukovaná verze, která přesto představuje kvalitní, estetickou architekturu, plně vyhovující svém účelu.

#### 1930–1939
V roce 1930 byla podle autorova projektu dokončena stavba Tylova divadla v Lomnici nad Popelkou. Budova, jejíž průčelí má podobu strohé puristické kulisy se skládá z několika vzájemně k sobě přiléhajících či propojených hranolů v kombinaci režného zdiva a hladké omítky. Počátkem 30. let vznikly také podle autorových plánů v Hradci Kálové, Střelecké ulici, dvě vily v organicky funkcionalistickém stylu. Jedna z nich byla vlastní vila Oldřicha Lisky s ateliérem a projekční kanceláří
a druhá, stojící v těsném sousedství, byla navržena pro Aloise Švořčíka.
Výstavbou tzv. halové školy v Hradci Králové – Černilově v roce 1931 se završila autorova dlouhodobá snaha o zavedení nového dispozičního řešení školních budov bez chodeb. Stavba, realizovaná podle Liskova projektu, má centrální halu, kde se konají celoškolní aktivity a ze které se vchází přímo do jednotlivých učeben; průchozí šatny s umývárnou jsou umístěné u vchodu. Dostala název Masarykova jubilejní škola a v době svého vzniku byla nejmodernější školou v celé republice.
V letech 1932–1934 byla postavena podle Liskova projektu vila Josefa Dostála v Kostelci nad Orlicí a v roce 1933 Masarykova obecná škola v Borohrádku. Před vypuknutím 2. světové války, v letech 1938–1939 vznikl ještě nájemní dům na Kalinově nábřeží v Havlíčkově Brodě.

### Realizované projekty
- Vila Marie Šanderové, Střelecká 217, Hradec Králové (1908–09)
- Vila Antonína Petrofa staršího, Brněnská čp. 300, Hradec Králové (1909–1910)[12]
- Budova dřívějších garáží Ing. J. Nováka v místech pozdějšího zimního stadionu, Hradec Králové (1911)
- Dům firmy Nevyhoštěný a skladiště, Švehlova čp. 523, Hradec Králové (1911–1912)[12]
- Evangelický kostel, Nezvalova čp. 529/1, Hradec Králové (1911–1912)
- Rodinný dům Marie Sálové, Vrchlického čp. 537, Hradec Králové (1912–1913)[12]
- Vila Otakara a Karly Čerychových, Lužická čp. 321, Jaroměř, spolupráce Vladimír Fultner (1913)
- Obytné domy, Masarykovo nám. čp. 527, 536, 538, Hradec Králové (1913)
- Rodinný dům Jana a Hedviky Hypiusových, Vrchlického 540, Hradec Králové (1913)[12]
- Rodinný dům s projekční kanceláří Fňouk – stavitel & Liska – architekt, Albertova 541, Hradec Králové (1913)[12]
- Nájemní domy pro Družstvo pro stavbu domů soukromému úřednictvu v království Českém, Gočárova čp. 549 a Šafaříkova čp. 550, 551, Hradec Králové (1913–1914)[12]
- Grand-hotel Urban, Československé armády čp. 295, Hradec Králové, vnitřní zařízení kavárny (1914) a přestavba vestibulu (1918)[12]
- Jubilejní chrám Mistra Jana Husa (včetně kubistického interiéru), Pečky, čp. 480, Husovo náměstí, (1913–1915)
- Obytný dům Antonína Bednáře, Vamberk, čp. 88, Husovo náměstí, (1916)
- Obytné domy pro zaměstnance ředitelství ČSD, Klumparova čp. 565–567, 571–573, Klumparova 11–16, Mánesova 2–8, Střelecká 7 – 13, Hradec Králové (1919–1921)
- Družstevní domy města a stavebního družstva, Střelecká čp. 575, 576, 578, 587, 588, Klumparova čp. 658, Mánesova 646, 579, 584, Hradec Králové (1919–1924)[12]
- Nouzový dřevěný obytný domek, v místě dnešní Studijní a vědecké knihovny v Hradci Králové (realizace 1920, zbourán 2005)[12]
- Dělnický dům přístavba, biograf LIDO-BIO, Střelecká čp. 45, Hradec Králové (1920)[12]
- Činžovní domy čp. 967–974, Zelené předměstí, Jiráskova ulice, Pardubice (1920–1921) [13]
- Živnostenský dům Stavebního družstva v Hradci Králové, Šafaříkova čp. 581, 1243, 1270, Hradec Králové (1920–1921)[12]
- Orlická elektrárna, Na Mlejnku čp. 84, Hradec Králové (1920–1922)[12]
- Nájemní domy s obchody, čp. 994 a 995, Sladkovského ul., Pardubice (1921–1923) [13]
- Továrna Kávoprůmysl, spol. s r. o., Za Škodovkou čp. 389, Hradec Králové (1921)[12]
- Obchodní a činžovní domy pro pana Hanuše, Karla IV. čp. 610, Hradec Králové (1921–1922)[12]
- Obchodní a činžovní domy pro pana továrníka Skuherského, Resslova čp. 600, Hradec Králové (1921–1922)[12]
- Automobilová továrna pro firmu Start, Škroupova čp. 631, Hradec Králové (1922)[12]
- Kubiasova vila, Vamberk (1923)[12]
- Činžovní domy čp. 515-520, 526-529 na pravém břehu Chrudimky (dnes Čechovo nábřeží), Pardubice, Bílé předměstí (1919–1924) [13]
- Dům Charlotty Masarykové, čp. 44, Štrossova ul., Pardubice (1922–1924) [13]
- Vlastní obytný dům, Švehlova čp. 633, Hradec Králové (1922–1923)[12]
- Vila Václava Ulrycha, Gebauerova ulice čp. 10, Pardubice, Bílé předměstí (1923–1924) [14][13]
- Nájemní domy města Poličky, čp. 384, 385, 386, 393, Nábřeží Svobody, Polička (1923–1925)
- Činžovní a obchodní dům Na kopečku, Třída Míru čp. 58, Pardubice (1924–1926) [13]
- Husův sbor Církve československé husitské, Legionářská ul. čp. 1311, Dvůr Králové nad Labem (1925, 1928)
- Státní reálné gymnasium, Lužická čp. 423, Jaroměř (1925–1928)
- Smuteční obřadní síň, Denisovo náměstí 9, čp. 413, Hradec Králové – Kukleny (1925–1927)
- evangelický kostel v Hrabové (1925–1933)
- Ústav pro zvelebování živností – Obchodní a živnostenská komora, Škroupova čp. 695, Hradec Králové (1926)[12]
- Vila Rudolfa Háska, Jablonec nad Nisou (1926–1927)
- Městská spořitelna, dnes Česká spořitelna, Kozelkova čp. 368, Chlumec nad Cidlinou (1926–1928)
- Tělocvična Sokola, Tyršova ul., čp. 427, Sobotka (1926–1929)
- Vnitřní úpravy Klicperova divadla, Dlouhá čp. 99, Hradec Králové (1927)[12]
- Okresní nemocenská pojišťovna, Jeronýmova 1, čp. 750, Hradec Králové (1927)
- Okresní hospodářská záložna, Komenského ulice, čp. 400, Uhlířské Janovice (1927–1928) – dnes pošta a škola
- Přestavba Lidového domu (dělnického domu Střelnice), Střelecká čp. 45, Hradec Králové (1927–1928)[12]
- Slovanská pojišťovna, Střelecká 25, čp. 748, Hradec Králové (1928)
- Občanská záložna,, T. G. Masaryka, čp. 287, Lázně Bělohrad (1928–1929)
- Tylovo divadlo v Lomnici nad Popelkou, čp. 2, Plk. Truhláře, Lomnice nad Popelkou (1929–1930)
- Městská spořitelna, Plk. Truhláře, čp. 7, Lomnice nad Popelkou (1929–1930)
- Poštovní úřad, ulice Dukelských Hrdinů, čp. 900,  Kostelec nad Orlicí (1929–1931)
- Masarykova živnostenská škola, Komenského ulice, čp. 472, Letohrad (1930)
- Masarykova jubilejní škola, , Školská, čp. 380, Černilov (okr. Hradec Králové) (1930–1931)
- Vila náchodského advokáta JUDr. Oskara Sýkory a jeho ženy Marie Sýkorové, Alšova, čp. 952, Náchod (1931)[15]
- Vila A. Švorčíka, Střelecká 49, čp. 832, Hradec Králové (1932)
- Vlastní vila s projekční kanceláří, Střelecká 47, čp. 824, Hradec Králové (1932)
- Městské lázně, Eliščino nábřeží 3, čp. 842, Hradec Králové (1932–1933)
- Vila Josefa Dostála, Komenského ulice, čp. 702, Kostelec nad Orlicí (1932–1934)
- Masarykova obecná škola, ulice T. G. Masaryka, čp. 396,  Borohrádek (1933)
- Vila pro malíře a legionáře Jindřicha Vlčka, Seydlerova ulice čp. 971, Hradec Králové (1934)[12]
- Ústřední konzum Pražské Předměstí, Hořická čp. 283, Hradec Králové (1937–1938)[12]
- Nájemní dům čp. 605, Kalinovo nábřeží, Havlíčkův Brod (1938–1939)
- Přístavba Obchodní a živnostenské komory, Škroupova čp. 695, Hradec Králové (1939)[12]
- Vila továrníka Dimitrije Petrofa, Brněnská čp. 707, Hradec Králové (1940)[12]

### Urbanismus
- Územní generel lázní v Bohdanči (1947)

### Další fotografie staveb v Pardubicích

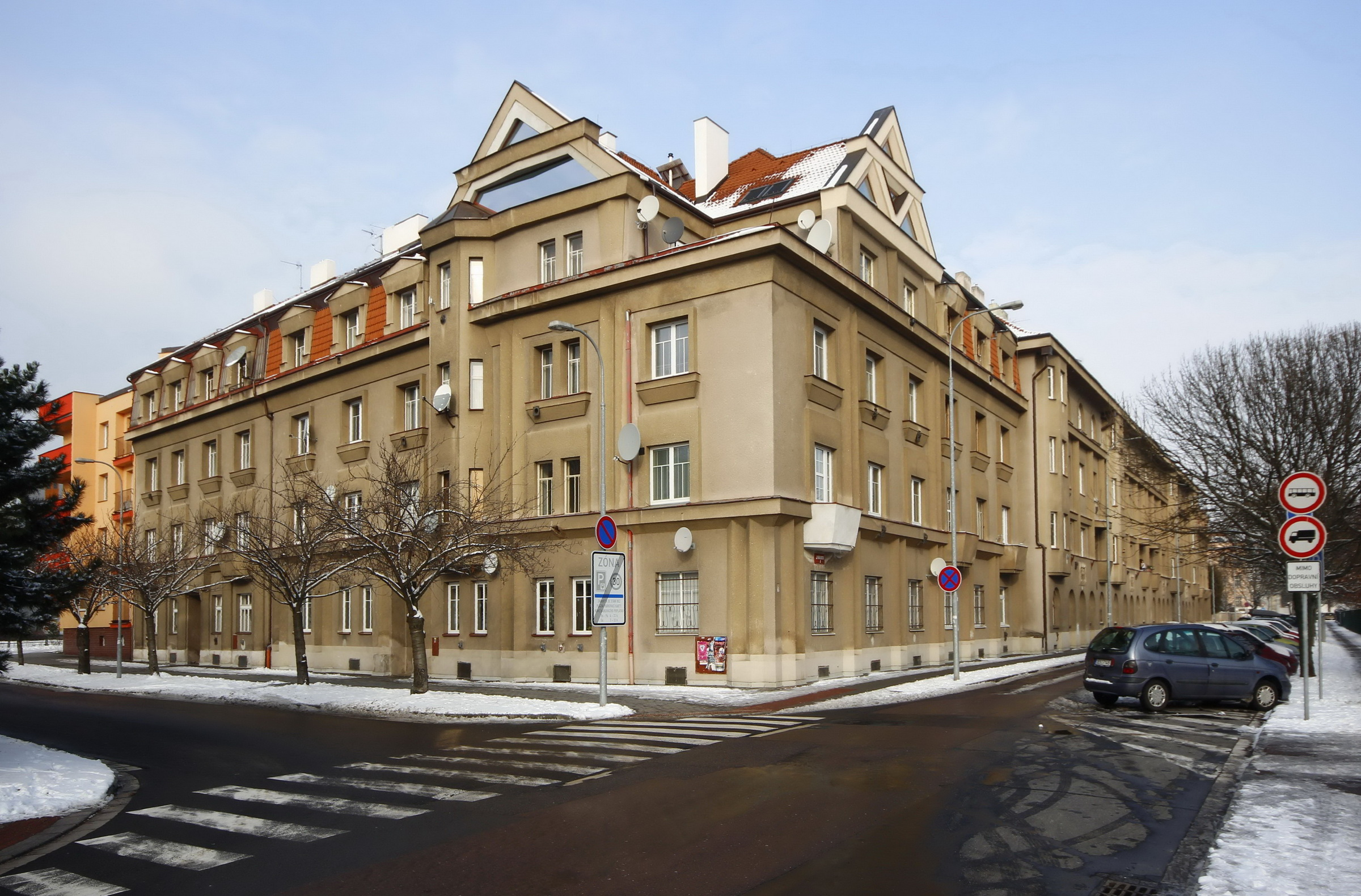
Nájemní domy, Pardubice, Jiráskova ulice čp. 967-974
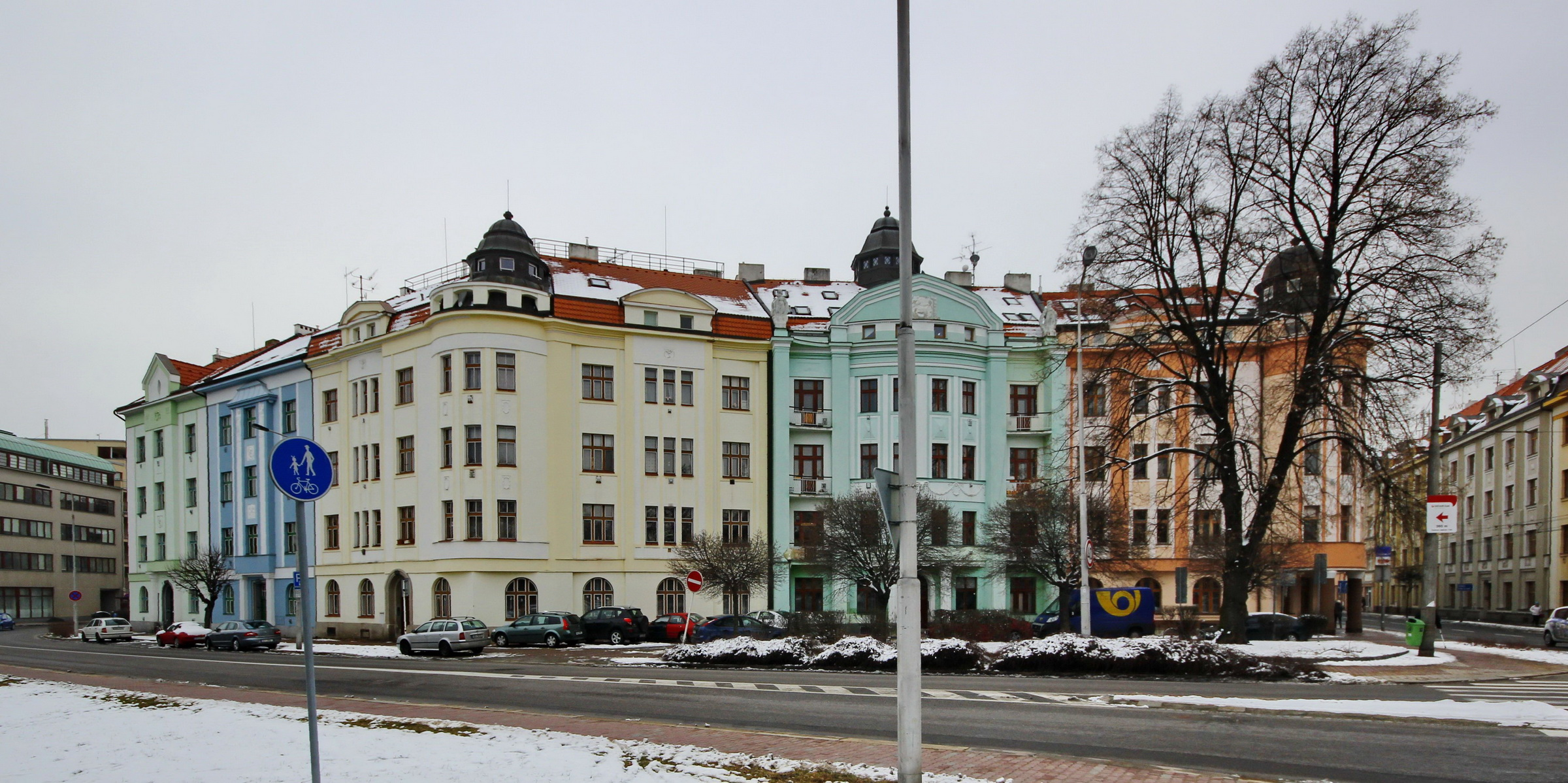
Nájemní domy, Pardubice, Čechovo nábřeží čp. 526-529
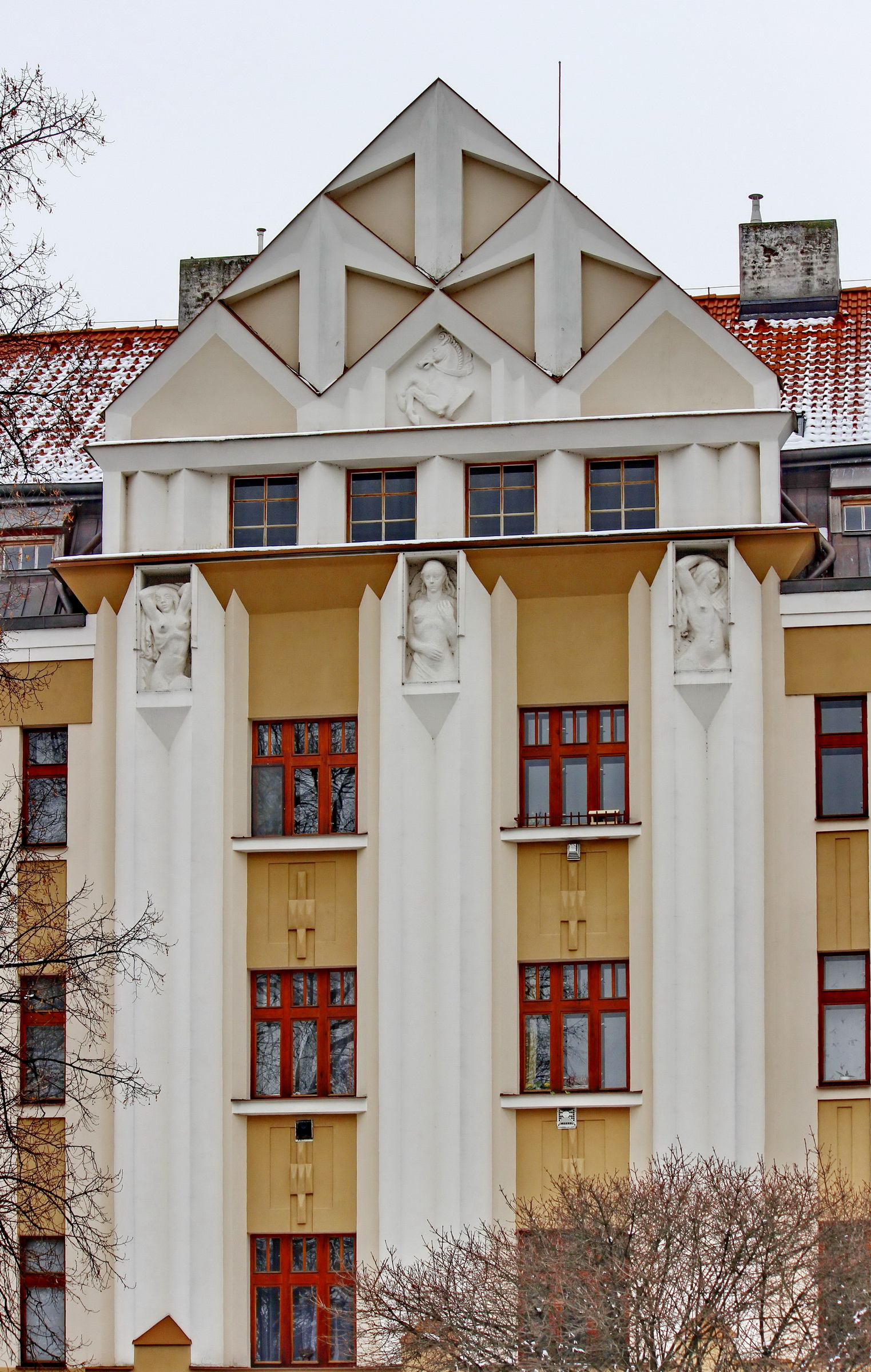
Nájemní dům, Pardubice, Čechovo nábřeží čp. 527
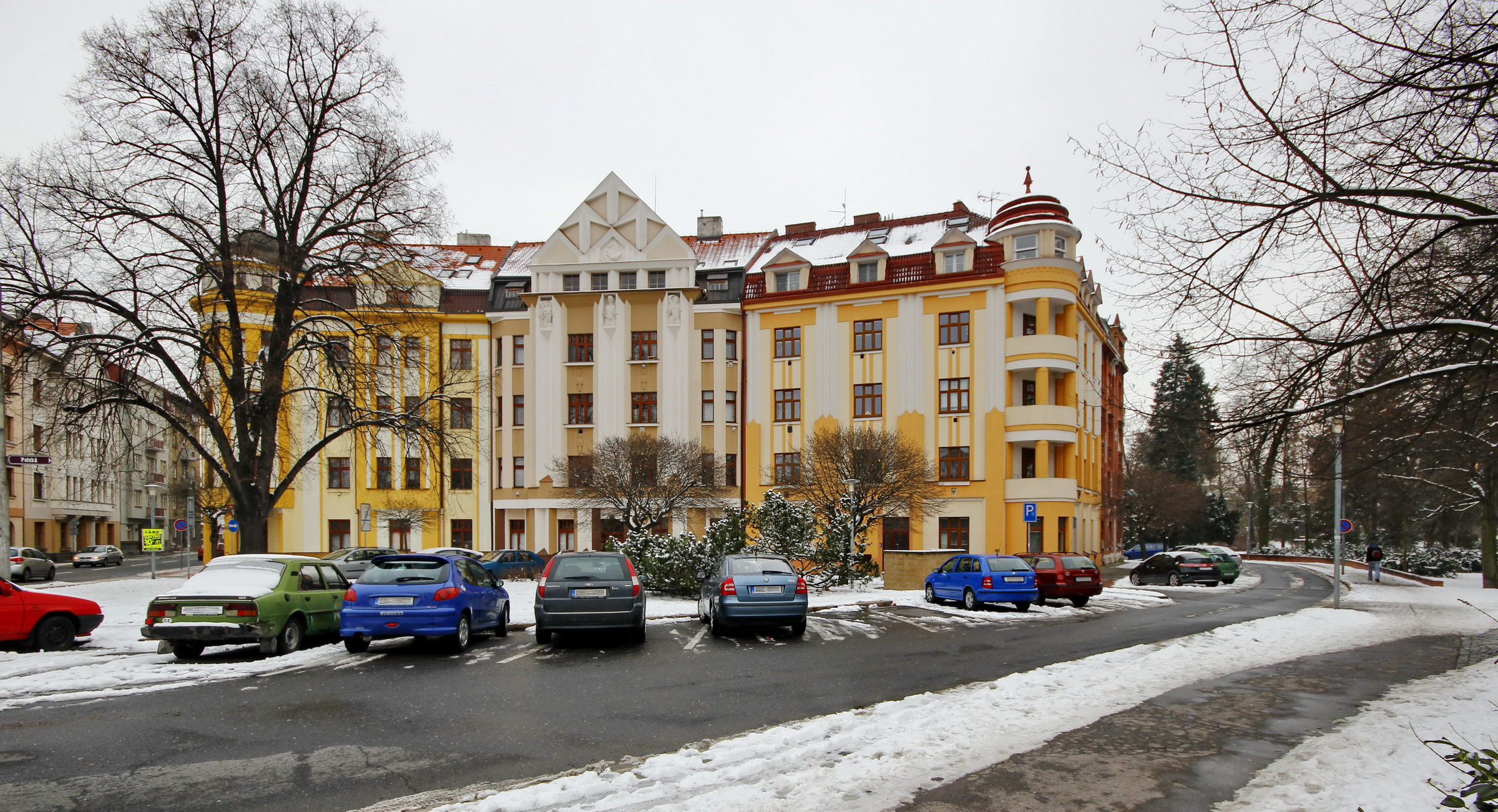
Nájemní domy, Pardubice, Čechovo nábřeží čp. 526-528
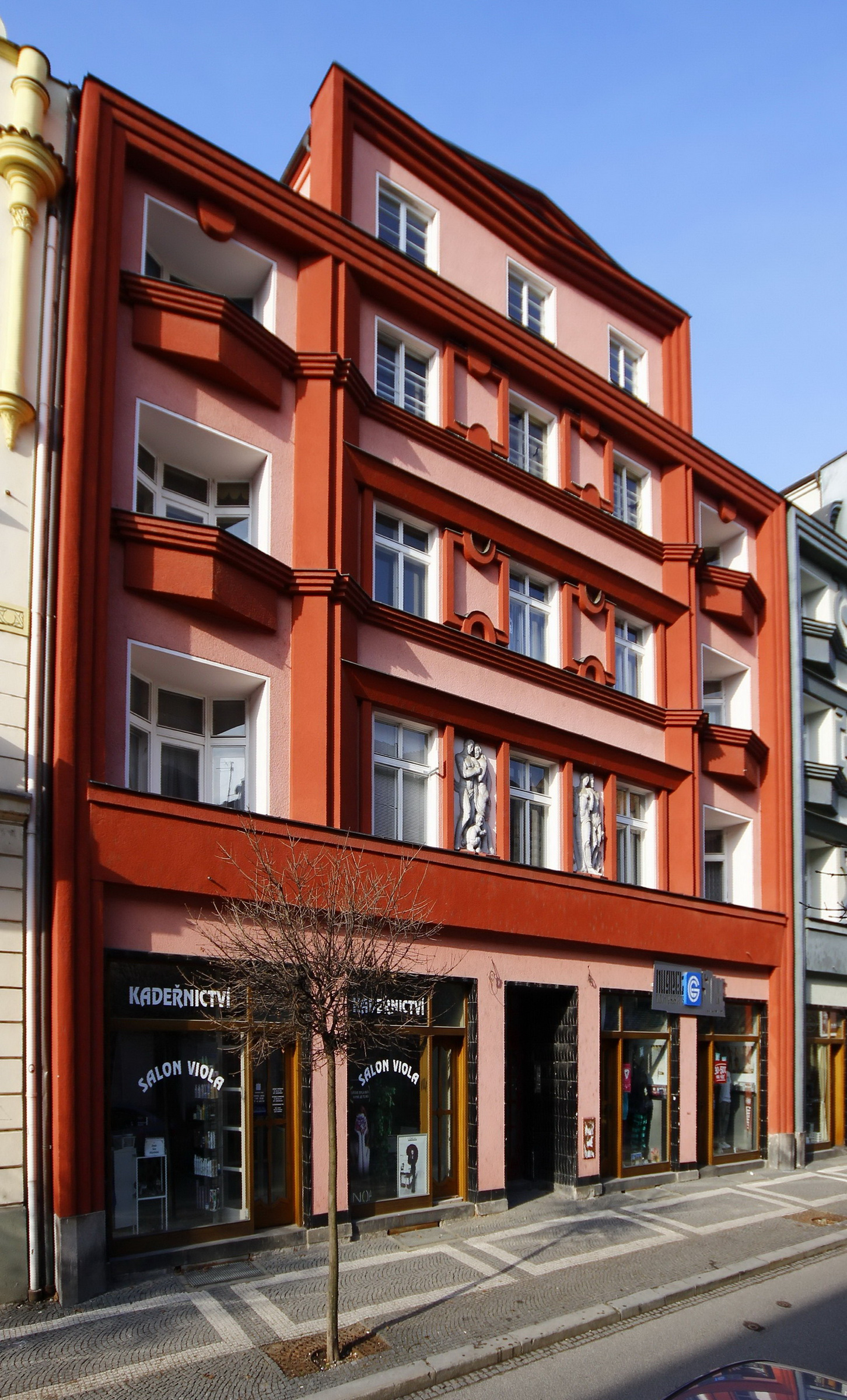
Nájemní dům, Pardubice, Sladkovského čp. 995
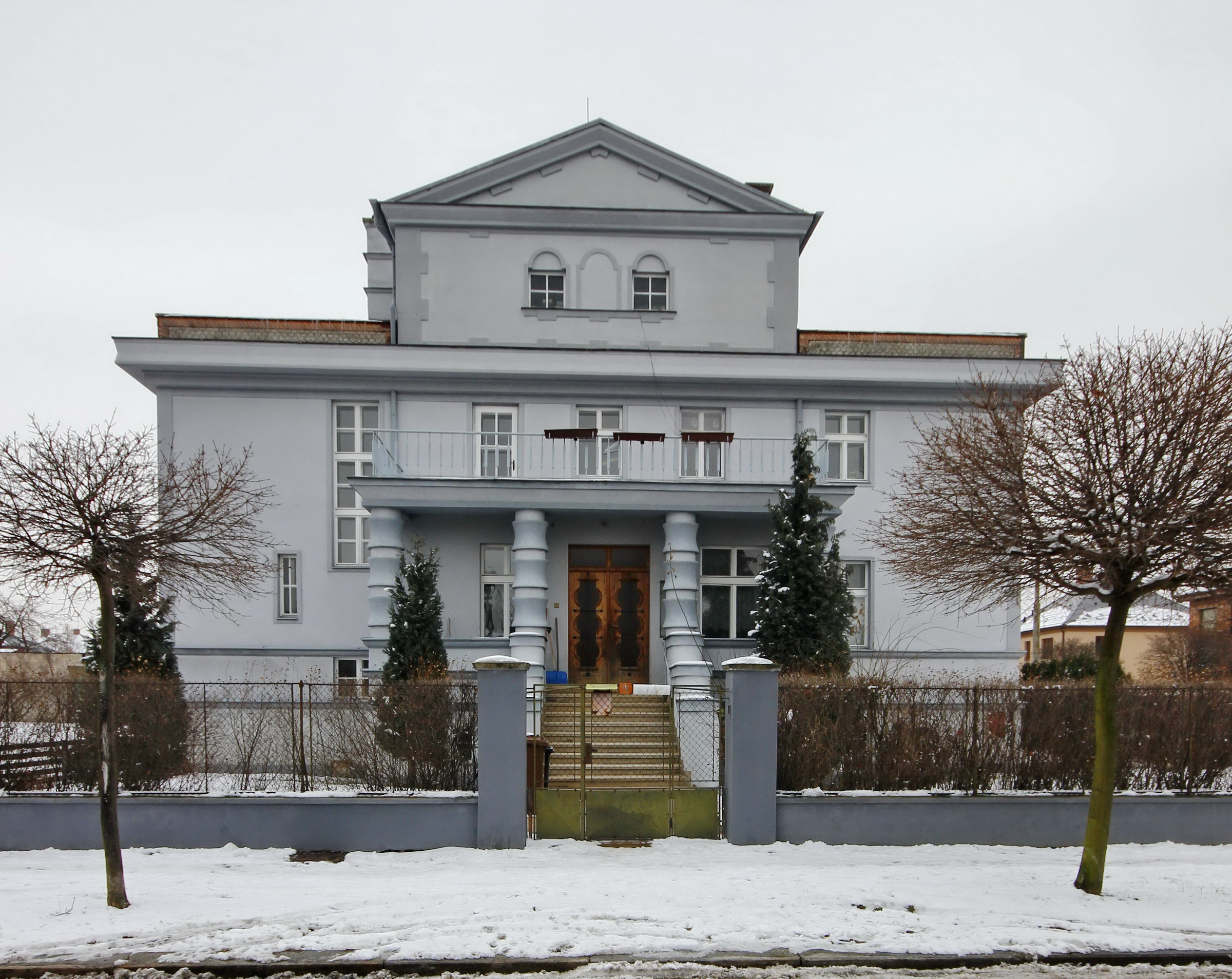
Vila Václava Ulrycha, Pardubice, Gebauerova ulice čp. 10